# Jordy Bouts
Pour les articles homonymes, voir Bouts.
Jordy Bouts (né le 8 août 1996 à Malines) est un coureur cycliste belge. Il est membre de l'équipe TDT-Unibet.

## Biographie
Issu du BMX, Jordy Bouts évolue sous les couleurs du club Prorace entre 2015 et 2017. Il intègre ensuite la formation EFC-L&R-Vulsteke pour sa dernière année espoir (moins de 23 ans). Actif dans les interclubs, il prend la troisième place de Bruxelles-Opwijk en 2018,. Il termine par ailleurs onzième d'une étape du Tour de la Vallée d'Aoste, pour ses premiers pas en haute montagne. 
En 2019, il se classe notamment deuxième du Tour de la Mirabelle, quatrième du Triptyque ardennais, cinquième du Tour du Brabant flamand et septième du Grand Prix des Marbriers. Grâce à ses bons résultats, il rejoint l'équipe continentale Tarteletto-Isorex en 2020. Mais il ne peut défendre pleinement ses chances en raison d'un calendrier tronqué par la pandémie de Covid-19. Jordy Bouts est néanmoins incorporé par la structure néerlandaise BEAT Cycling Club en 2021. 
Lors de la saison 2022, il se distingue dans les épreuves par étapes en finissant sixième de la Flèche du Sud, douzième du Kreiz Breizh Elites ou encore dix-septième du ZLM Tour et Tour de Belgique. Il brille par ailleurs dans les courses d'un jour en se classant dixième de la Rutland-Melton Cicle Classic et onzième de la Coupe Sels. 
Après ses performances, il souhaite décrocher un contrat professionnel, mais n'y parvient pas. Bouts continue néanmoins la compétition en 2023 en signant avec la nouvelle formation TDT-Unibet. Il quitte à cette occasion son travail de vendeur dans le secteur automobile pour se consacrer exclusivement au cyclisme.

## Palmarès et résultats

### Palmarès par année
- 2017
  - Championnat du Brabant flamand du contre-la-montre par équipes
  - 3e du championnat du Brabant flamand sur route espoirs
- 2018
  - 3e de Bruxelles-Opwijk
- 2019
  - 2e du Tour de la Mirabelle

### Classements mondiaux
| Année                                 | 2019  | 2020  | 2021  | 2022  | 2023 | 2024  |
| ------------------------------------- | ----- | ----- | ----- | ----- | ---- | ----- |
| Classement mondial                    | 1386e | 1983e | 1319e | 1028e | 864e | 2086e |
| UCI Europe Tour                       | 947e  | 1447e | 949e  | 738e  | nc   | nc    |
|                                       |       |       |       |       |      |       |
| Légende : nc = non classéSource : UCI |       |       |       |       |      |       |